# آرتورو کاسترو
آرتورو کاسترو (اسپانیایی: Arturo Castro‎؛ ۲۱ مارس ۱۹۱۸ – ۶ مارس ۱۹۷۵) بازیگر اهل مکزیک بود.
از فیلم‌ها یا برنامه‌های تلویزیونی که وی در آن نقش داشته است، می‌توان به نازارین و چهارشنبه خاکستر اشاره کرد.